# 밤색짧은꼬리박쥐
밤색짧은꼬리박쥐(Carollia castanea)는 주걱박쥐과(신세계잎코박쥐류)에 속하는 박쥐의 일종이다. 남아메리카외 중앙아메리카에서 발견된다.

## 특징
작은 박쥐로 몸통 길이가 48~60mm이고 전완장이 34~38mm, 꼬리 길이 7~14mm이다. 발 길이는 10~14mm, 귀 길이는 16~19mm이고 몸무게는 최대 16g이다. 털은 짧고 숱이 적으며 부드럽지만 앞팔에는 털이 없다. 털은 삼색을 띤다. 등쪽은 갈색부터 짙은 회색빛 갈색까지 다양한 반면 배쪽은 살짝 연한 색을 띤다. 주둥이는 가늘고 실며 원뿔 모양이다. 잎코가 잘 발달해 있고 피침형을 띤다. 핵형은 2n=20~21, FNa=36이다.

## 생태
먹이는 열매, 특히 후추속 식물의 열매를 먹는다. 1월과 4월 사이, 9월과 11월 사이에 임신한 암컷이 포획된다.

## 분포 및 서식지
과테말라 극동 지역부터 온두라스와 니카라과, 엘살바도르, 코스타리카, 파나마를 거쳐 콜롬비아와 베네수엘라 중부, 가이아나 중서부, 페루 북부 지역까지 널리 분포한다. 이차림과 산책로, 농장에서 서식한다. 드물게 성숙림에서 발견되기도 한다.